# Porvenir (Costa Rica)
Porvenir è un distretto della Costa Rica facente parte del cantone di Nandayure, nella provincia di Guanacaste.